# Ixodes colasbelcouri

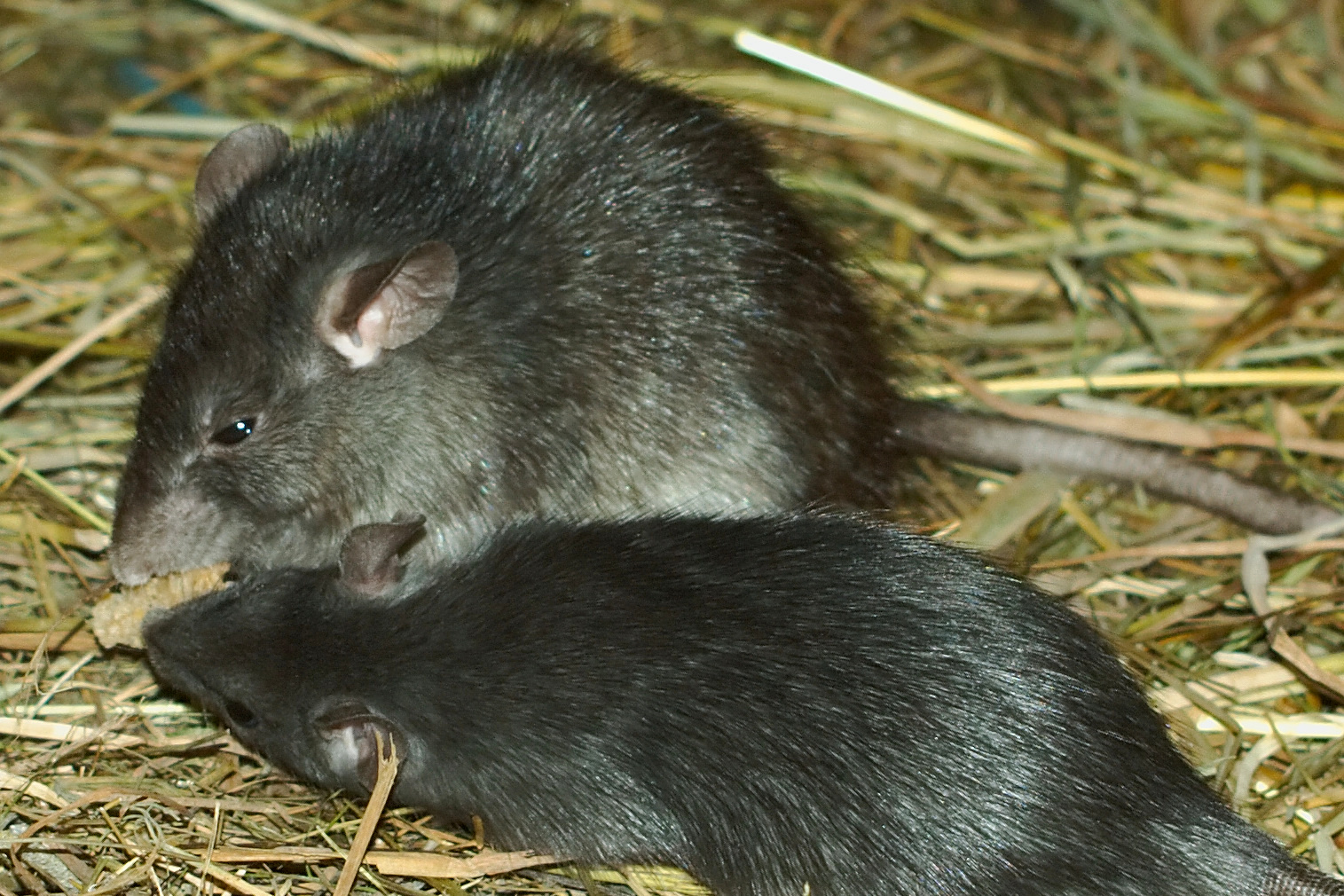
Один из видов-хозяев: чёрная крыса (Rattus rattus), на котором паразитируют клещи Ixodes colasbelcouri.

Ixodes colasbelcouri (лат.) — вид клещей рода Ixodes из семейства Ixodidae. Мадагаскар. Паразитируют на млекопитающих: среди хозяев чёрные крысы (Rattus rattus и тенрековые (Tenrecidae). Вид был впервые описан в 1957 году английским энтомологом Доном Артуром (Don Ramsay Arthur, King's College, University of London).

## Распространение
Мадагаскар.